# Laura Berja
Laura Berja Vega (Linares, 5 de julio de 1986) es una psicóloga y política española, diputada del PSOE por Jaén en las Cortes Generales y portavoz de Igualdad en el Congreso de los Diputados por el mismo grupo parlamentario.

## Biografía
Nacida en el municipio jiennense de Linares el 5 de julio de 1986, es licenciada en Psicología y ha ejercido como psicóloga, formadora, orientadora laboral y como agente de Igualdad de Género. Ha sido vocal del Consejo de la Juventud de Andalucía y es miembro del Partido Socialista Obrero Español, formando parte de su ejecutiva provincial en Jaén. 
En las elecciones generales de 2011 fue en las listas del PSOE al Senado de España por Jaén como sustituta de Felipe López. En junio de 2015 Felipe López García abandonó su escaño en el Senado y Laura Berja accedió a la cámara alta. Tanto en las elecciones de diciembre de 2015 como en las de junio de 2016 encabezó las listas al Senado por su provincia, siendo la senadora electa con mayor número de votos en Jaén en ambas ocasiones. Además, en las elecciones municipales de 2015 fue elegida concejala socialista del Ayuntamiento de Linares, siendo presidenta del Patronato de Bienestar Social y concejala de Juventud. Dimitió de sus cargos municipales el día 17 de noviembre de 2016, cumpliendo con los estatutos provinciales del PSOE-A.
En el Grupo Parlamentario del Senado desempeñó las funciones de portavoz de Igualdad y terminó la legislatura siendo la portavoz adjunta del Grupo Parlamentario Socialista.
En las elecciones generales de 2019 fue la candidata número 2 del PSOE al Congreso de los Diputados, resultando elegida diputada a Cortes Generales.
Actualmente es la portavoz de Igualdad del Grupo Parlamentario Socialista en el Congreso y miembro de la Diputación Permanente.